# 温洞站
溫洞站（：／ Ondong yeok */?）曾为韩国铁路长项线上的一个车站，位于忠清南道舒川郡板橋面，已于1945年废止。

## 历史
- 1931年8月1日，落成使用[1]。
- 1945年8月15日，停止使用。